# Antti Jalava (översättare)
Anton (Antti) Fredrik Jalava, Almberg fram till 1906, född 18 juli 1846 i Masku, död 3 juli 1909 i Helsingfors, var en finländsk språklärare, författare och översättare. Han var översättare för senaten sedan 1876 och från 1881 lektor i ungerska vid Helsingfors universitet.

## Biografi
Jalava var son till kyrkoherden Erik Anton Almberg och Erika Landell. Han tog studentexamen 1863, blev filosofie kandidat 1868 och filosofie magister 1869. Under studietiden anslöt han sig till den ungfennomanska rörelsen.
Mellan 1868 och 1878 undervisade han i finska språket vid flera läroverk; bland annat var han lärare vid Helsingfors svenska flickskola 1868–1874 och Helsingfors svenska privatlyceum 1870–1871. Mellan 1876 och 1909 var Jalava översättare i senaten och var från och med 1887 chef för dess boktryckeri. Sitt första politiska uppdrag var som tolk vid statsutskottet under riksdagen 1872. Vid varje riksdag mellan 1877 och 1891 var han tolk för bondeståndet, och var sekreterare för prästeståndet vid riksdagarna 1894, 1897 och 1900.
Litteraturintresserad var Jalava inblandad i tillkomsten av tidningen Uusi Suometar, för vilken han var chefredaktör 1869–1870 och biträdande chefredaktör i ytterligare 40 år. Varje vecka hade han i tidningen en kolumn signerad "Matti". Som ledande gestalt inom Finska litteratursällskapet blev han 1871 sekreterare för dess språkvetenskapliga avdelning, inträdde 1892 i dess ekonomiutskott och var en tid sällskapets andre vice ordförande. Journalist blev han aldrig och eftersom han kapitalmässigt inte kunde hävda sig mot övriga intressenter, tvingades han bort från litteratursällskapets boktryckeri.
Jalava var en hängiven vurmare för Ungern och företog flera studieresor till landet. 1880 utgav han och József Szinnyei den första finska läroboken i ungerska, och under en studievisit 1876 skrev han en reseskildring om landets historia. Till hans andra böcker om Ungern hör biografier över István Széchenyi och Ferenc Deák. Från 1881 till sin bortgång var han lektor i ungerska vid Helsingfors universitet. För sångaren Evert Suonio, känd för sina föreställningar med ungerska folkvisor, översatte Jalava flera sånger, vilka Suonio publicerade i en serie häften hos A. Apostols Musikhandel. Jalava var även översättare av svenska lagtexter till finska.
Utöver nämnda anställningar, var Jalava en flitig aktör i föreningslivet och hade en mängd uppdrag. Han var en av grundarna till Helsingfors Finska Klubb, för vilken han var ordförande 1876–1890; vidare var han styrelseledamot för Finska Teatern (senare Nationalteatern) 1872–1904, medlem av Ungerns vetenskapsakademi sedan 1902, hedersmedlem av Ungerns historiska sällskap sedan 1877 och var medlem av Folkupplysningssällskapet samt var vice ordförande för detsamma 1886–1899. Förtroendeuppdrag innehade han inom bland annat Turistföreningen och Finskhetsförbundet.
Hustrun Alma Jalava, född Floman, hade varit hans elev vid svenska flickskolan. Hon var en framstående kvinnorättskämpe och en av grundarna till, tillika vice ordförande för, Finsk kvinnoförening, inom vilken Antti Jalava också var engagerad och ofta konsulterad i språkfrågor. Sonen Väinö Jalava, skogsbrukare och verksam inom tidningsbranschen, hade hög befattning inom Tidningarnas Annonsbyrå. Dottern Ilona Jalava var textilkonstnär och skrev flera handböcker i textilhantverk.
De senare levnadsåren besvärades Jalava av ohälsa och avled till följd av lunginflammation 1909.